# Torneo Promocional (Argentina)
El Torneo Promocional fue un torneo de fútbol entre clubes de Argentina, organizado por la Asociación del Fútbol Argentino en los años 1967 y 1968.

## Clasificación
El torneo se disputó en la Primera División, en la Primera B y el la Primera C.
El torneo de Primera División lo jugaban los 7.º y 8.º puestos de los grupos del Torneo Metropolitano y los segundos de los 4 grupos del Torneo Regional.
El sistema de clasificación para el Torneo Promocional de Primera "B" en 1967 fue del 3.º al 7.º del Grupo A y del 3.º al 8.º del Grupo B. Para 1968 la Primera "B" no se dividió en grupos y clasificaron del 5.º al 13.º.
Y en Primera "C" en 1967 clasificaron del 3.º a 6.º de cada grupo y en 1968 del 3.º al 5.º.

## Sistema de competencia
Tanto en Primera División como en Primera "B" se jugó con un sistema de todos contra todos, ida y vuelta. El torneo de Primera "C" se dividió en 2 grupos por puntos ida y vuelta, en 1967 pasaron los dos primeros a semifinales y en 1968 el primera de cada grupo se enfretaban en una final. Las rondas que no son grupos se jugaron en cancha neutral.

## Ganadores del Torneo de Primera División
| Año          | Ganador       | Segundo           |
| ------------ | ------------- | ----------------- |
| 1967 Detalle | Gimnasia (LP) | Huracán           |
| 1968 Detalle | Banfield      | Newell's Old Boys |

## Ganadores del Torneo de Primera "B"
| Año          | Ganador           | Segundo       |
| ------------ | ----------------- | ------------- |
| 1967 Detalle | Sportivo Italiano | Sarmiento (J) |
| 1968 Detalle | Arsenal           | All Boys      |

## Ganadores del Torneo de Primera "C"
| Año          | Ganador         | Segundo            |
| ------------ | --------------- | ------------------ |
| 1967 Detalle | Colegiales      | Def. de Cambaceres |
| 1968 Detalle | Central Córdoba | Talleres (RE)      |